# Katokhórion
Katokhórion (Katochori) är en ort i Grekland.   Den ligger i prefekturen Lefkas och regionen Joniska öarna, i den centrala delen av landet, 270 km väster om huvudstaden Aten. Katokhórion ligger 154 meter över havet och antalet invånare är 137. Den ligger på ön Lefkas.
Terrängen runt Katokhórion är huvudsakligen kuperad, men åt nordost är den platt. Havet är nära Katokhórion österut.  Närmaste större samhälle är Lefkáda, 18,2 km norr om Katokhórion. 